# Puccini (miniserie televisiva 2009)
Puccini è una miniserie televisiva sulla vita del compositore Giacomo Puccini andata in onda su Rai 1 il 1º e il 2 marzo 2009.
Gli attori protagonisti sono Alessio Boni nel ruolo del compositore lucchese e Stefania Sandrelli nella parte della madre di Puccini. La fiction è prodotta dalla Compagnia Leone Cinematografica di Francesco e Federico Scardamaglia e da Rai Fiction.

## Personaggi
- Alessio Boni è Giacomo Puccini
- Sophie von Kessel è Elvira
- Francesca Cavallin è Liza
- Stefania Sandrelli è Albina
- Lorenzo De Angelis è Michele
- Giuseppe Santonastaso è Nicchi
- Andrea Santonastaso è Santo Carlino
- Riccardo Polizzi Carbonelli è Geminiani
- Vittoria Vanicsek è una "donna scontrosa"
- Pamela Saino è Doria Manfredi
- Luchino Giordana è Tebaldini
- Leonardo Caccetta è Pozzoli
- Mirko Petrini è Mascagni
- Lorenzo Majnoni è Ponchielli
- Serena Rossi è Cherie
- Andrea Giordana è Giulio Ricordi
- Paolo Poiret: Vogler
- Franco Castellano è Toscanini
- Saša Vuličević è Ghigliozzi
- Massimiliano Buzzanca è Leoncavallo
- Alberto Gimignani è Fontata
- Attilio Fabiano è Marco Sala
- Giancarlo Cannavacciuolo è il maitre Savini
- Gianni De Lellis è l'otorino
- Romano Ghini è il "capo copista"
- Cristina Amma è Megera
- Alberto Patelli è l'oste Pierino
- Serafino Fuscagni è il "capo facchini"
- Veronica Cannizzaro è la contessa Carafa
- Marino Filippo Arrigoni è il capo della Polizia
- Marco Arrigoni è l'armaiolo
- Giuliano Ghiselli è Hoffmann
- Federica De Cola è Fosca

## Ascolti
| n° | Prima TV Italia | Telespettatori | Share  |
| -- | --------------- | -------------- | ------ |
| 1  | 1º marzo 2009   | 5.916.000      | 22,49% |
| 2  | 2 marzo 2009    | 5.868.000      | 20,57% |

## Critiche
La fiction ha ricevuto aspre critiche per la libertà con la quale ha trattato la figura di Puccini e i numerosi, gravi errori storici e musicali. In particolare:
- Puccini non soggiornò mai a Vienna.
- Non risulta che il compositore abbia meditato il suicidio, né tantomeno che abbia acquistato una pistola.
- Il suo insegnante al Conservatorio, Amilcare Ponchielli, scrisse molte opere di successo (mentre nella fiction annuncia d'aver composto solo una Turandot, che invece non esiste). Probabilmente gli autori si sono confusi con un altro insegnante di Puccini, Antonio Bazzini, che scrisse un'opera lirica intitolata "Turanda".
- Non viene citato l'editore Sonzogno, che pubblicò La Bohème di Ruggero Leoncavallo (non fu Ricordi).
- Quando Puccini si reca nello studio di Ricordi si vedono chiaramente le locandine del Falstaff e dell'Otello di Verdi, che però non erano ancora state composte all'epoca dell'esordio di Puccini.
- È errata, ma usata correntemente per tutta la fiction, anche la pronuncia francesizzata "Turandò" in luogo di quella corretta Turandot (con la T finale ben chiara).
- Alla prima di Turandot, alla Scala, Toscanini fermò l'orchestra subito dopo la morte di Liù, mentre nella fiction viene fermata alla fine del "Nessun Dorma".
- La visita a cui Puccini si sottopose per via del tremendo mal di gola che lo affliggeva non avvenne a Vienna ma a Firenze, presso i dottori Toti, Gradenigo e Torrigiani. Inoltre, per non turbarlo, l'infausta prognosi (un cancro alla laringe) venne comunicata solo a sua moglie e a suo figlio. Nella fiction, invece, Puccini riceve la notizia direttamente dal medico. È comunque assodato, benché nella fiction non se ne faccia menzione, che Puccini, pochi giorni dopo la visita specialistica, partirà immediatamente per il Belgio per essere operato.
- Molte amanti che appaiono nella fiction (la soubrette napoletana, la giovane inglese che lo mette in contatto con Belasco, la giornalista viennese Liza), non risultano essere mai esistite. O meglio: laddove siano anche esistite, non risulta (dalle biografie ufficiali) che abbiano rivestito ruoli importanti nella vita del maestro lucchese.
- Puccini ebbe un brutto incidente automobilistico nel 1903, a seguito del quale si fratturò una gamba. Nella fiction, il compositore viene raffigurato alla guida del mezzo, da solo, mentre corre spensierato. Nella realtà Puccini non era alla guida dell'auto; inoltre, sulla vettura c'era anche la moglie Elvira.
- Nella fiction, il giovane Puccini fugge con l'amante Elvira Bonturi (coniugata Geminiani) senza che venga specificato granché. Difatti, si vedono solo loro che salgono in carrozza, mentre il marito di lei assiste al tutto, passivo e avvilito. Sempre nella fiction, dopo la fuga, i due vivono assieme e con parecchi stenti, ma senza figli attorno e senza che venga specificata la loro città di residenza. Nella realtà Giacomo ed Elvira fuggirono da Lucca in fretta e furia (senza essere visti dal marito di lei), per evitare che lo scandalo di cui ormai tutta Lucca parlava li investisse in pieno. Non è certo un caso, del resto, che i due abbiano poi vissuto a Monza per circa tre anni, in una situazione di semiclandestinità. Inoltre, proprio a Monza, il 23 dicembre 1886, nascerà il loro unico figlio, Antonio, che però nella fiction appare una sola volta, di sfuggita.
- Nella fiction, la cameriera Doria Manfredi viene brutalmente cacciata di casa dalla moglie del musicista, ingelosita dalla presunta relazione tra la fanciulla e il marito (rivelatasi poi inesistente). Poco dopo, con un notevole salto temporale, la scena si sposta all'obitorio, dove Puccini riconosce il cadavere di Doria, suicidatasi per avvelenamento. In questo episodio i tre elementi essenziali (la cacciata di Doria, il suo suicidio, l'innocenza di Puccini) sono fedelmente rispettati, mentre è completamente omessa la crisi sentimentale di Puccini ed Elvira. I due, infatti, dopo questa brutta vicenda (che ebbe anche strascichi giudiziari), arrivarono ad un passo dalla separazione. Nella fiction  Puccini e la consorte fanno pace baciandosi appassionatamente proprio mentre la povera Doria si allontana da casa loro.
- Nell'ultima scena, Puccini, ricoverato a Bruxelles, si accosta alla finestra per salutare Liza, l'amante viennese. Non risulta, tuttavia, l'esistenza di tale episodio.